# Ladislao Findysz
Ladislao Findysz (in polacco Władysław Findysz; Krosno, 13 dicembre 1907 – Nowy Żmigród, 21 agosto 1964) è stato un presbitero polacco, proclamato beato nel 2005 da papa Benedetto XVI.

## Biografia
Nato nel 1907 a Krościenko Niżne presso Krosno, a 20 anni entrò nel Seminario Maggiore di Przemyśl e il 19 giugno 1932 fu ordinato sacerdote. Intraprende la funzione di vicario nelle parrocchie di Borysław, Drohobycz, Strzyżów e Jasło. Nel 1941 riceve la nomina di amministratore della parrocchia dei SS. Apostoli Pietro e Paolo a Nowy Żmigród. Dopo un anno, il 13 agosto 1942, viene nominato parroco della suddetta parrocchia.
Nel 1944, come tutti gli abitanti, viene espulso dai tedeschi. Dopo la guerra il suo servizio si svolge in tempi duri sotto il governo comunista.
Da parte dell'autorità ecclesiastica è ritenuto un parroco zelante: riceve le onorificenze dell'Expositorio Canonicali (1946), del Rocchetto e della Manteletta (1957), anno in cui viene nominato vicedecano e, nel 1962, decano del Decanato di Nowy Żmigród.
Nel 1963 inizia l'attività pastorale di ”opere conciliari di bontà” (il sostegno spirituale del Concilio Vaticano II), spedisce lettere-appelli ai parrocchiani in situazione religiosa e morale irregolare esortandoli e incoraggiandoli a rimettere in ordine la loro vita cristiana. Le autorità comuniste reagiscono a questa azione con grande severità e lo accusano di costringere i fedeli a pratiche e riti religiosi. Il 25 novembre 1963, interrogato della Procuratura di Voivodato a Rzeszów, viene arrestato e condotto nel carcere del castello di Rzeszów. Nel castello viene sottoposto a maltrattamenti e umiliazioni fisiche, psichiche e spirituali e, il 25 gennaio 1964, viene trasferito nel carcere in Via Montelupich a Cracovia. Il 1º marzo 1964 Findysz ritorna a Nowy Żmigród. La mattina del 21 agosto 1964 muore nella canonica di Nowy Żmigród.

## Culto
La lettera apostolica del Papa Benedetto XVI che lo ha scritto all'albo dei Beati è stata solennemente pubblicata il 19 giugno 2005 a Varsavia. Questa è la prima causa di beatificazione, già conclusa, impostata sul martirio di un Servo di Dio che è stato vittima del regime comunista in Polonia.